# Cena de Emaús (Zurbarán)
Cena de Emaús, Cena en Emaús o Los discípulos de Emaús es el tema de un lienzo autógrafo de Francisco de Zurbarán, con la referencia 148 en el catálogo razonado y crítico, realizado por Odile Delenda, historiadora del arte especializada en este pintor. Existen además otras pinturas del mismo tema —obras del taller de Zurbarán— de buena calidad.

## Tema de la obra
De entre las apariciones de Cristo a sus discípulos después de su Resurrección, una de las más representadas es la de la Cena de Emaús, cuando se apareció a Cleofás y a otro seguidor no identificado, según consta en Lucas (24, 29-31), y brevemente en Marcos (16,12-13). Zurbarán representa el momento cuando: «...(Cristo) estaba en la mesa con ellos, tomó el pan, lo bendijo, lo partió y se lo dio. Entonces se les abrieron los ojos y lo reconocieron.».
Este tema fue frecuentemente tratado para decorar el refectorio de los monasterios, pero pocos pintores lo habían tratado antes con la sobriedad y eficacia con que lo hizo Zurbarán. El presente lienzo consta ya en el siglo XVII en el Antiguo Templo de San Agustín, de la Ciudad de México, siendo la única obra conocida autógrafa de Zurbarán, llegada a América en estas fechas, quizás en vida del pintor.

## Análisis de la obra

### Datos técnicos y registrales
- Ciudad de México, Museo Nacional de San Carlos (Inv. n° XI-10-115-509), en el centro histórico de la ciudad.
- Pintura al óleo sobre lienzo, 228 x 154 cm;
- Fecha de realización: 1639;
- Catalogado por Odile Delenda con el n º.148, y por Tiziana Frati con el n º. 308.[5]
- Firmado y fechado: Fran de/Zurbaran/1639 (actualmente ilegible, debido al oscurecimiento de la pintura).[6]

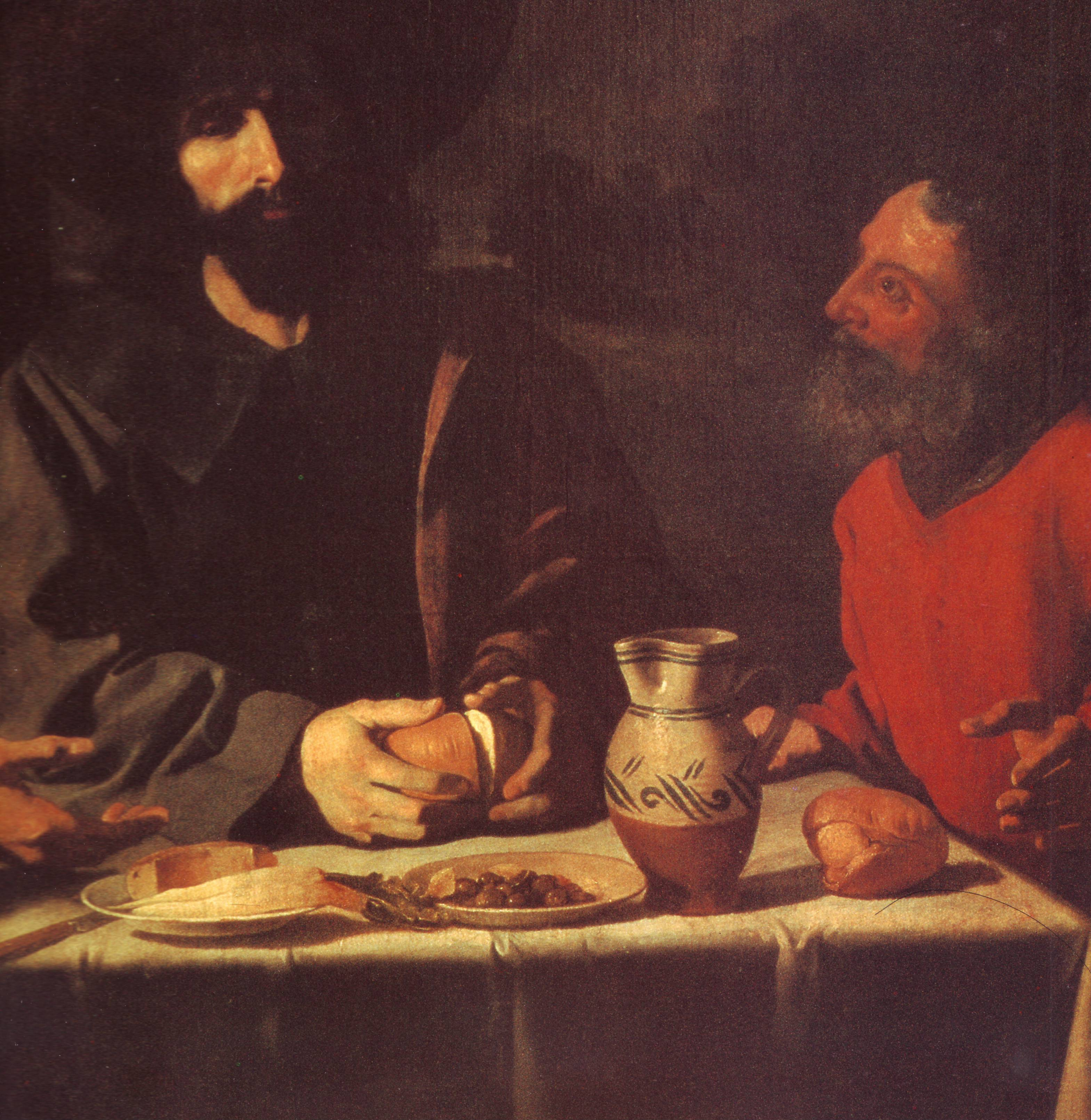
El bodegón que centra el presente lienzo.

### Descripción de la obra
La escena se desarrolla al aire libre, y al fondo se representa un muro —quizás de la posada donde pararon los caminantes— pero éste y otros detalles quedan ocultos por la pintura y los barnices, oscurecidos por el tiempo. En el centro de la composición, destaca el magnífico bodegón. Sobre un mantel blanco están dispuestos el pan, un jarrón reluciente de barro, dos platos con comida y un cuchillo visto en escorzo, resaltando la perspectiva de la mesa. Los objetos están yuxtapuestos horizontalmente, como es habitual en los bodegones del maestro.
La composición está centrada en la mesa, que atrae la atención por su brillantez, contrastando con los personajes en la penumbra. Zurbarán representa el preciso instante en el que Jesús está partiendo el pan. Los rasgos de Jesús están resaltados por un bello efecto de claroscuro, y sus manos rompiendo el pan —en el centro geométrico del lienzo— resumen el argumento de la escena, pues este sencillo gesto basta para que Zurbarán logre dar una impresión de evento religioso. En este momento los discípulos descubren que el forastero es Jesús resucitado, y la expresión de sorpresa en sus rostros y gestos —sin innecesarios efectos "barrocos"— resulta muy convincente.

## Procedencia
1. Ciudad de México, Monasterio de San Agustín, sin duda desde el siglo XVII,
2. Ciudad de México, Convento de la Encarnación?;
3. Ciudad de México, Academia de San Carlos en 1861, desde donde pasa al Museo Nacional de San Carlos.[9]